# 중부 테네시
중부 테네시(Middle Tennessee)는 테네시주를 이루는 3개 대구역(Grand Division) 중 하나로 컴벌랜드고원 동쪽,  테네시강 서쪽의 테네시주이다. 최대도시는 내슈빌이다.

## 같이 보기
- 동부 테네시
- 서부 테네시